# Montréal-Est

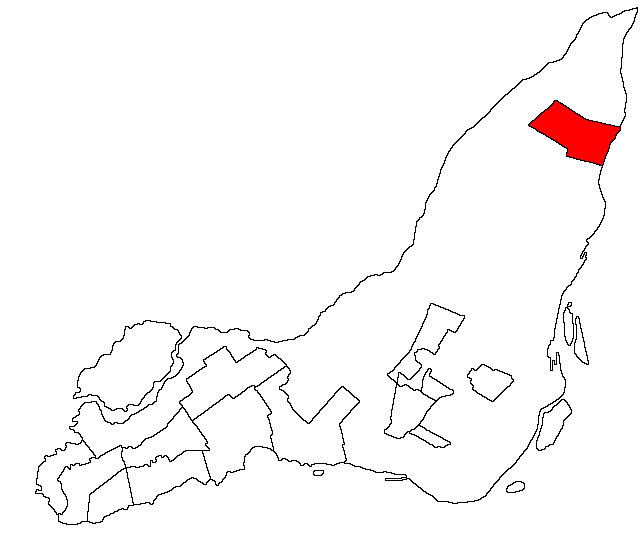
Montréal-Est na mapie wyspy Île de Montréal

Montréal-Est – miasto w Kanadzie, w prowincji Quebec, w regionie Montreal. Leży w obszarze metropolitarnym Montrealu.

## Historia
Montréal-Est zostało założone w 1910 przez biznesmena Josepha Versailles. Pierwszego stycznia 2002 zostało (tak jak wiele innych pobliskich miast) przyłączone do Montrealu. Jednak 20 czerwca przegłosowano odłączenie ponowne uzyskanie statusu miasta, co nastąpiło 1 stycznia 2006. Było to tym samym jedyne miasto na wschodzie wyspy Île de Montréal, które zadecydowało o odłączeniu.

## Demografia
Liczba mieszkańców Montréal-Est wynosi 3 728. Język francuski jest językiem ojczystym dla 89,5%, angielski dla 3,5%, hiszpański dla 2,5% mieszkańców (2011).